# Katwijk
Katwijk este o comună și o localitate în provincia Olanda de Sud, Țările de Jos. 

## Localități componente
Katwijk aan den Rijn, Katwijk aan Zee, Hoornes-Rijnsoever, Rijnsburg, Valkenburg.